# Nikon EM
Le Nikon EM est un appareil photographique reflex mono-objectif argentique commercialisé par la firme Nikon à partir de 1979 jusqu'à environ 1984. C'est la réponse de Nikon au succès du Canon AE-1. C'est la première incursion de Nikon dans le modèle pour amateur peu fortuné. Il ne propose que le mode priorité à l'’ouverture du diaphragme, une pose B et une vitesse de 1/90 qui fonctionne même sans pile. Il a été accompagné par le 50 mm 1/1.8 Series E qui est une série économique à la construction simplifiée.

## Histoire
Pour contrer le succès du Canon AE-1 Nikon a étudié ce modèle économique dont l'automatisme à priorité d'ouverture est techniquement plus facile à réaliser et moins coûteux que la priorité à la vitesse de l'AE-1

## Caractéristiques
Reflex mono-objectif 35 mm à exposition automatique "priorité ouverture". Compatible avec les objectifs en Monture F. Obturateur plan focal à rideaux métalliques défilants verticalement régulé électroniquement et donnant les vitesses de 1 seconde à 1/1000. La mesure de lumière TTL est globale avec une prépondérance centrale.
L'appareil est motorisable grâce au winder Nikon MD-E qui, une fois vissé sous la semelle donne deux images par seconde.

## Accessoires compatibles
- L'EM accepte tous les objectifs en monture F en couplage AI mais certains anciens objectifs n'ont pas le téton informant le boitier de l'ouverture maximum de l'objectif.
- Les flashes classiques demandent de sélectionner manuellement la vitesse de synchronisation. Avec les flashes Nikon SB-E et SB-10 l'appareil bascule automatiquement sur la vitesse de synchro dès que le flash est chargé.
- Le winder Nikon MD-E